# Zhoushan Dao
Zhoushan Dao är en ö i Kina. Den ligger i provinsen Zhejiang, i den östra delen av landet, omkring 190 kilometer öster om provinshuvudstaden Hangzhou. Arean är 503 kvadratkilometer. Den sträcker sig 28,9 kilometer i nord-sydlig riktning, och 39,4 kilometer i öst-västlig riktning.
Följande samhällen finns på Zhoushan Dao:
- Shenjiamen
- Zhoushan

Genomsnittlig årsnederbörd är 1 673 millimeter. Den regnigaste månaden är juni, med i genomsnitt 332 mm nederbörd, och den torraste är januari, med 48 mm nederbörd.